# Calibrachoa pubescens
Calibrachoa pubescens är en potatisväxtart som först beskrevs av Spreng., och fick sitt nu gällande namn av João Renato Stehmann. Calibrachoa pubescens ingår i släktet Calibrachoa och familjen potatisväxter. Inga underarter finns listade i Catalogue of Life.